# 柏原陣屋

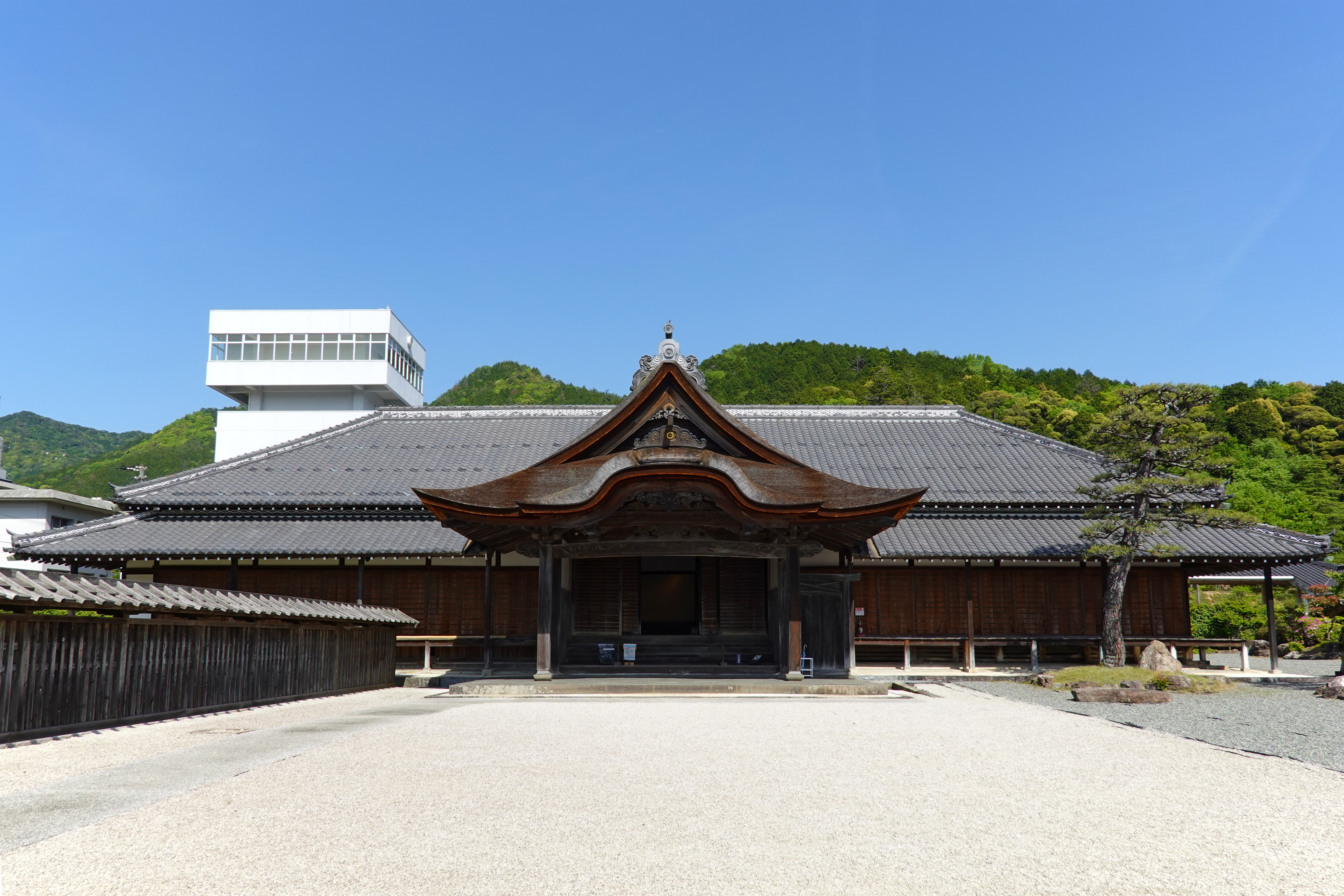
御殿

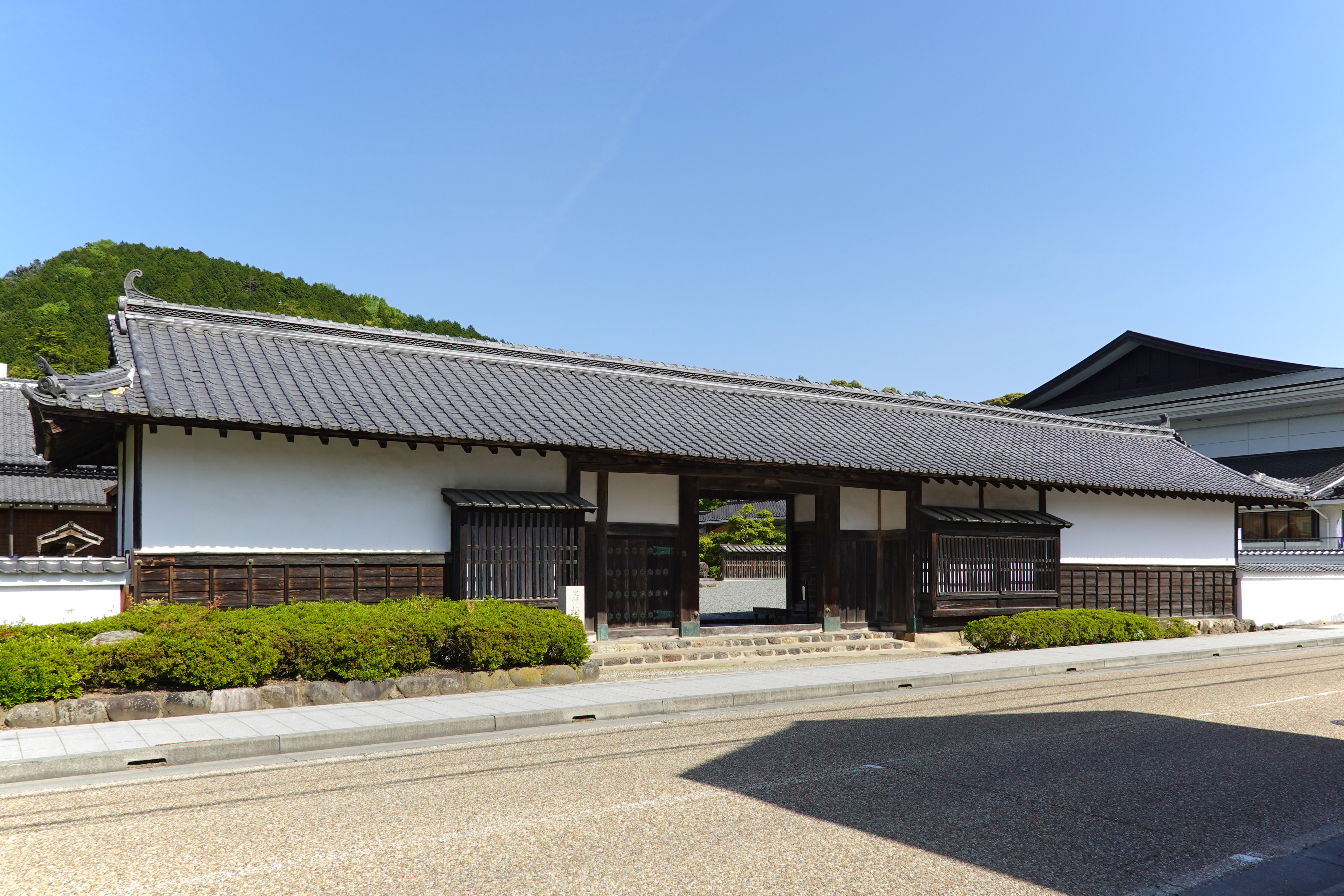
長屋門

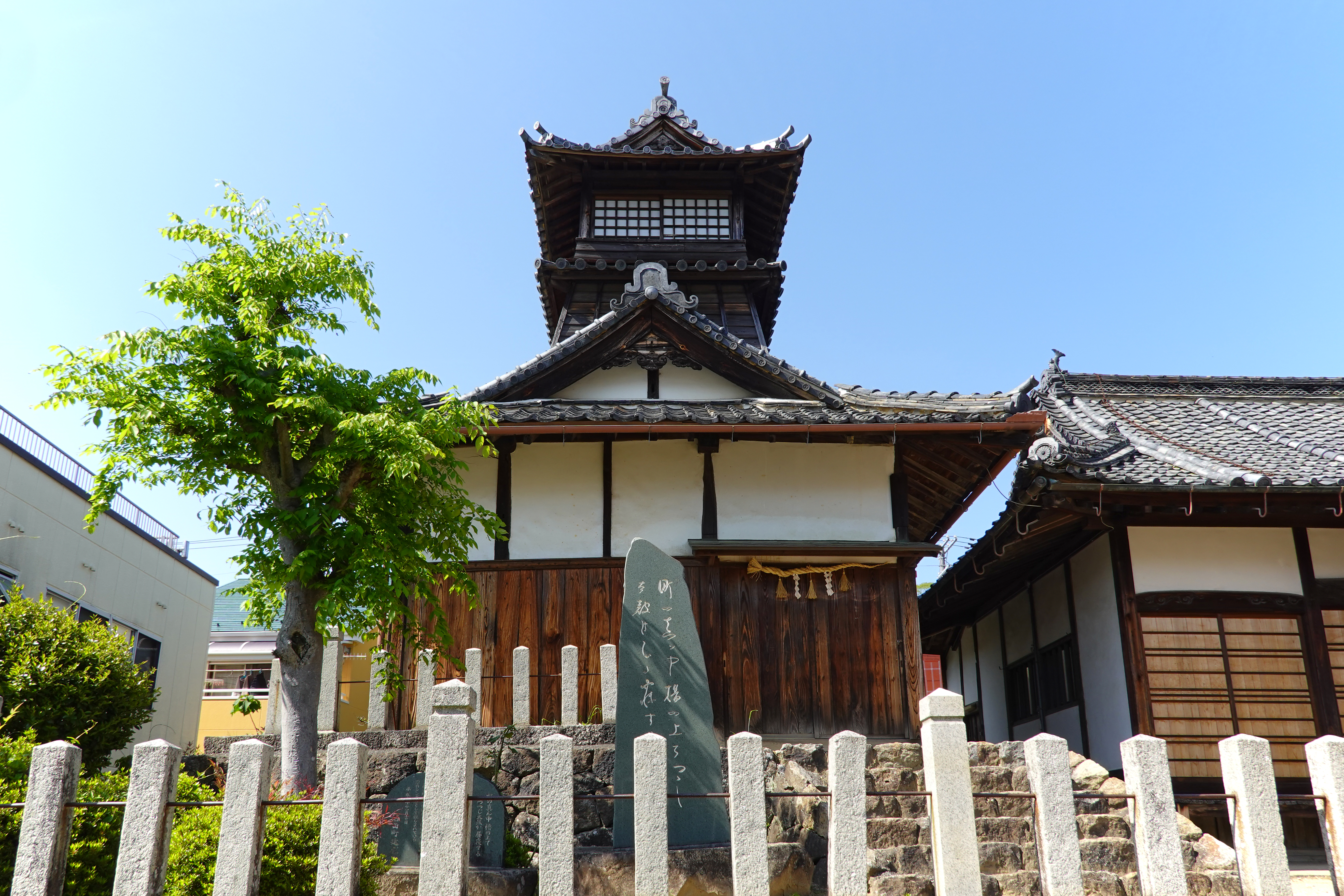
太鼓櫓

柏原陣屋（かいばらじんや）は、兵庫県丹波市柏原町（丹波国氷上郡）にあった陣屋。柏原藩の藩庁。国指定の史跡。
慶長3年（1598年）織田信長の弟信包が3万6千石で入り、3代続くが慶安3年（1650年）嗣子なく断絶した。以後45年の長きにわたり天領となった。元禄8年（1695年）信長の次男信雄の孫の宇陀松山藩主信休がお家騒動の咎により領地を半減され2万石で入る。移封より19年経た正徳3年（1713年）幕府より陣屋を築くことが許された。以後10代にわたり織田氏が治め、明治にいたる。

## 現存建物
長屋門は正徳4年（1714年）に造られた表門で内部は左側が番所、右側が馬見所と砲庫で、文政元年（1818年）御殿が焼失した時も延焼を免れた、創建時から残る唯一のものである。御殿は正徳4年、初代信休により築かれたものであったが、文政元年の火災で焼失し、文政3年（1820年）に再建されたものである。再建されたものの明治維新後に解体され、現在では再建時のおよそ5分の1が現存しているにすぎない。
なお、正確な建築年代は判明していないが、太鼓櫓は大手門にあり、番所や物見櫓の役割も果たした。明治になってから石田大蔵神社境内に移築された。
現在、陣屋跡地は丹波市立崇広小学校の敷地となっている。

## 周辺
- 丹波市立柏原歴史民俗資料館（隣接）
- 旧氷上郡各町村組合立高等小学校（隣接）